# Damjanowo
Damjanowo (bułg. Дамяново) – wieś w środkowej Bułgarii, w obwodzie Gabrowo, w gminie Sewliewo. Według danych Narodowego Instytutu Statystycznego, 31 grudnia 2011 roku wieś liczyła 445 mieszkańców.

## Geografia

### Położenie
Wieś Damjanowo leży w dolinie Widimy, u południowych podnóży Łowczanskiej płaniny, 16 km na zachód od Sewliewa. Z miejscowości rozciągają się widoki na szczyty Botew i Trigław.

### Klimat
Klimat umiarkowany z łagodną zimą i chłodnym latem. Opady atmosferyczne są niewielkie.

## Historia
Pierwsza osada na tych terenach powstała, gdy ziemie te zamieszkiwali Trakowie. Przez miejscowość biegła droga rzymska, która przecinała też przełęcze Szipka i Trojan. W trakcie wojny bałkańskiej jeden mieszkaniec wstąpił do legionu Macedońsko-Adrianopolskiego.

## Gospodarka
Ludność zajmuje się głównie rolnictwem; obszary rolne obejmują głównie uprawy pszenicy, słonecznika i kukurydzy. Ludzie zajmują się również hodowlą zwierząt; istnieją liczne fermy. W miejscowości znajdują się także sady, głównie wiśniowe, śliwowe i aroniowe.

## Instytucje publiczne
- Cerkiew
- Kmetstwo
- Poczta
- Służba Zdrowia
- Dom kultury
- Biblioteka
- Muzeum przy domie kultury eksponujące stare stroje i przedmioty gospodarstwa domowego z XVII-XIX wieku

## Kuchnia
Specjałami Damjanowa są cięta, pieczona, zielona papryka z cukinią, białym serem i jajkami; duszony zając po damjanowsku, pieczona cielęcina po wiejsku oraz lutika.